# فرقد سبخی
فرقد سبخی (درگذشت ۷۲۹) یک واعظ مسلمان ارمنی و از یاران حسن بصری بود. در نتیجه او یکی از تابعین (نسل بعد از صحابه) به حساب می‌آید. فرقد سبخی در ابتدا مسیحی بود. لازم است ذکر شود که فرقد سبخی احتمالاً معروف کرخی را پرورش داد که نقش محوری در شکل‌دادن به تصوف داشت. سبخی برای زندگی زاهدانه و دانش او از کتب مقدس یهودی-مسیحی شناخته می‌شد.